# Överste Chabert
Överste Chabert (franska: Le colonel Chabert) är en kortroman från 1832 av den franske författaren Honoré de Balzac. Den handlar om en officer som strider i Napoleonkrigen och antas ha dött i fält, men återvänder och upptäcker att han fru har gift om sig med en politiker inom det nya restaurationssystemet. Boken gavs ut på svenska 1917 i översättning av Oscar Heinrich Dumrath. En nyöversättning av Katja Waldén gavs ut 1995. Den är förlaga till fem filmer, bland annat en från 1943 av René Le Hénaff och en från 1994 av Yves Angelo.